# Michael Meschke
 (avril 2020).

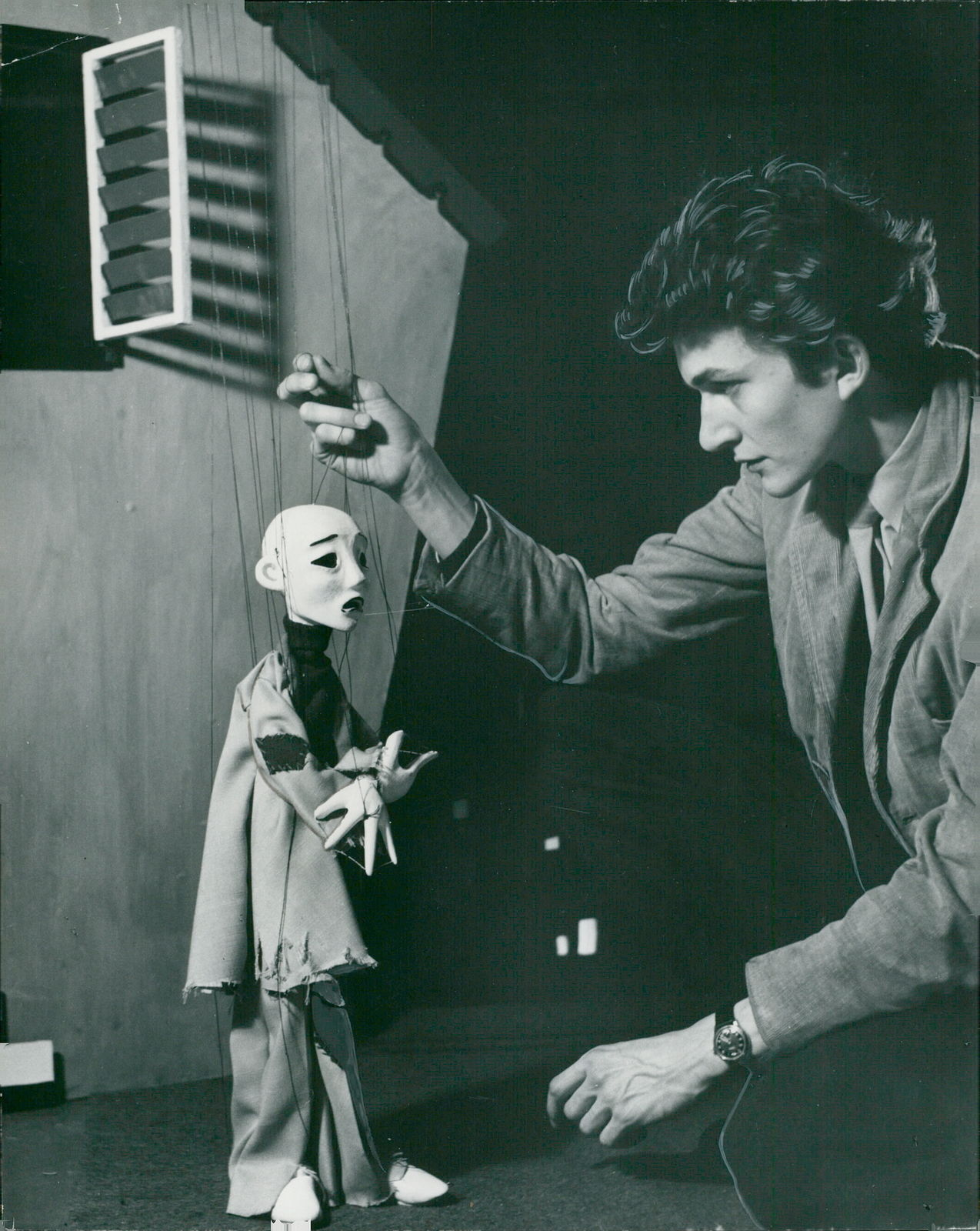

Michael Meschke est un marionnettiste, créateur de marionnettes, manipulateur et metteur en scène suédois. Il est aussi cinéaste, acteur, pédagogue et auteur. Il fait partie des plus grands rénovateurs de l'art marionnettique au XXe siècle.

## Biographie
Il est né le 14 juillet 1931 à Dantzig
Il fuit l'Allemagne nazie avec sa famille pour la Suède en 1939. Alors qu’il était encore étudiant, il commença à fabriquer des marionnettes en argile et à monter plusieurs spectacles. Après la seconde guerre mondiale, il retourne en Europe continentale pour étudier la tradition des marionnette, qui était très faible en Suède. En 1951-1953, il étudia les marionnettes chez Harro Siegel à Brunswick, en Allemagne, puis le mime chez Étienne Decroux à Paris. Il s´établit ensuite à Stockholm, présentant entre autres l’Histoire du soldat de Ramuz et Igor Stravinsky et créant des marionnettes à fils poétiques, Benjamin et Baptiste.
En 1958, il fonda le Marionetteatern de Stockholm, le premier théâtre de marionnettes fixe et professionnel du pays, bénéficiant de subventions. Il élabora un répertoire pour adultes et un répertoire pour enfants, revendiquant toujours les valeurs propres à la marionnette qu’il considère comme un instrument artistique moderne. Le Marionetteatern devint ainsi l’un des moteurs du théâtre suédois.
Michael Meschke quitte le Marionetteatern en 1998, tout en conservant la responsabilité du musée international de la marionnette qu'il a également créé à Stockholm à partir de 1973. Meschke ne dirige plus le musée depuis 2011. Il a fait don de sa collection au Musée de la Musique et du Théâtre de Stockholm. Il contribue à la création de plusieurs écoles en Norvège et en Finlande. En 1998, il fonde, au sein de l'Institut dramatique à Stockholm (University College for Film, TV and Theatre), le département des arts de la marionnette.
Très engagé dans l’UNIMA, Michael Meschke encouragea les marionnettistes des pays en développement et poussa à la création de nouveaux centres nationaux. Il enseigna à l’Institut international de la marionnette à Charleville-Mézières (France), dans de nombreuses universités, et il créa des écoles, notamment en Finlande et à Stockholm. Il a écrit de nombreux livres en plusieurs langues sur l'esthétique de la marionnette comme In Search of Aesthetics for the Puppet Theatre (À la recherche d’une esthétique pour le théâtre de marionnettes, avec Margareta Sörenson, 1992), Grenzüberschreitungen (Passages de frontières, 1996), et Marionettisten (mémoires, 2002).
Depuis 1985, il organise le Festival international de marionnettes à Hydra en Grèce, ainsi que de nombreux festivals à Stockholm. Cela lui permet en 2002 d'introduire la troupe de bunraku japonais d'Osaka.
En 2022, il fait don au Musée des Arts de la Marionnette de Lyon de 44 marionnettes représentant 6 spectacles de sa création. Pour rendre hommage à ce geste et à la carrière exceptionnelle de Michaël Meschke, le Musée a ouvert le 24 juin 2023 une exposition monographique mettant en valeur les marionnettes restaurées du Petit Prince, d'Antigone et de Don Quichotte.

## Caractéristiques esthétiques
Pour ses spectacles, il pioche aussi bien dans le répertoire du théâtre classique que dans le répertoire moderne. Il met également en scène de nombreuses œuvres dramatiques musicales.
Dans ses mises en scène, Michael Meschke utilise diverses techniques de marionnettes et mêle la marionnette à d´autres formes scéniques (acteurs masqués et pantomime, par exemple, dans Ubu roi). Il puise volontiers son inspiration dans les marionnettes asiatiques. Il a reçu la collaboration de compositeurs comme Maurice Jarre, Krzysztof Penderecki, György Ligeti ou d’artistes comme Franciszka Themerson et Enrico Baj.